# Parramatta (fiume)
Il Parramatta è un fiume australiano, che sfocia nel Port Jackson, a Sydney.
Formato dalla confluenza del Toongabbie Creek e del Darling Mills Creek a North Parramatta, fluisce in direzione orientale verso una linea fra Greenwich Point e Robinsons Point, Birchgrove. Qui si riversa in Port Jackson, a circa 21 km dal Mar di Tasman.